# Reginald Edward Vincent Arliss

Wappen

Reginald Edward Vincent Arliss CP (* 8. September 1906 in East Orange, New Jersey, Vereinigte Staaten; † 26. April 1996) war ein US-amerikanischer Ordensgeistlicher.
Arliss legte am 15. August 1928 seine Gelübde bei den Passionisten ab und wurde am 28. April 1934 für sie in Scranton von Thomas Charles O’Reilly zum Priester geweiht.
Papst Paul VI. ernannte ihn am 18. November 1969 zum Titularbischof von Cerbali und Prälat von Marbel. Am 30. Januar 1970 weihte Quintino Carlo Bertamo Olwell CP, sein Vorgänger als Prälat von Marbel, ihn in Union City zum Bischof. Mitkonsekratoren waren James Aloysius McNulty, Bischof von Buffalo, und John Joseph Dougherty, Weihbischof in Newark. Am 1. Oktober 1981 nahm der Papst seinen Rücktritt an.